# Pass It On
Pass It On est un album du Dave Holland Sextet.

## Description
Pass It On est pour l’instant l’unique album du sextet de Dave Holland réalisé en 2008. Chose rare pour une formation du bassiste, ce sextet contient un piano et la rapproche à ce niveau-là des formations hard bop des années 60. C’est l’opportunité pour Holland de ré exploiter six de ses anciennes compositions dans ce nouveau format qui offre de nouvelles possibilités, tout en ajoutant trois nouveaux titres dont une composition du tromboniste Robin Eubanks. L’album est décrit par la critique comme efficace et comportant toutes les caractéristiques d’un album mené par Dave Holland c’est-à-dire des arrangements précis, de l’improvisation collective et beaucoup d’espaces laissés aux solistes, le tout dans ce format unique entre le quintet et le big band,,.

## Titres
Sauf indication, tous les titres sont composés par Dave Holland :
1. The Sum Of All Parts (Eubanks) (8:11)
2. Fast Track (6:30)
3. Lazy Snake (10:07)
4. Double Vision (8:07)
5. Equality (9:09)
6. Modern Times (5:58)
7. Rivers Run (13:45)
8. Processional (4:33)
9. Pass It On (7:56)

## Musiciens
- Dave Holland – Basse
- Mulgrew Miller - Piano
- Antonio Hart – Saxophone Alto, Flûte
- Robin Eubanks – Trombone
- Alex Sipiagin – Trompette
- Eric Harland – Batterie